# 유라카레어
유라카레어(Yuracaré)는 볼리비아 중부의 코차밤바주와 베니주에서 유라카레족에 의해 사용되는 고립된 언어이다. 문헌에 따라 Yuracaré, Yurakaré, Yurakar, Yuracare, Yurucare, Yuracar, Yurakare, Yurujuré, Yurújare 등 다양한 표기가 쓰인다.

## 분포
볼리비아 중부의 마모레강(Mamoré) 상류 유역에 2~3천 명의 유라카레어 화자가 분포한다. 이들은 코차밤바주의 차파레강(Chapare)과 이칠로강(Ichilo)을 따라 살며, 이시보로-세쿠레 국립공원(Territorio Indígena y Parque Nacional Isiboro Secure)의 이시보로강(Isiboro)과 세쿠레강(Sécure)을 따라서도 살고 있다. 과거 서부와 동부의 구분되는 방언이 있었으나 현재는 사라졌다. 오늘날 젊은층은 유라카레어를 잘 배우지 않아 소멸 위기에 처해 있다.